# Aeroportul Gobernador Gregores
Aeroportul Gobernador Gregores (IATA: GGS, ICAO: SAWR) este un aeroport din Gobernador Gregores⁠(d), Departamento Río Chico⁠(d), Provincia Santa Cruz, Argentina ce deservește zona Gobernador Gregores⁠(d). A fost numit după Néstor Kirchner.
Situat la o altitudine de 358 m, aeroportul dispune de o singură pistă.